# Tor mussullah
Tor mussullah és una espècie de peix cipriniforme de la família dels ciprínids.

## Morfologia
Els mascles poden assolir els 150 cm de longitud total i els 90 kg de pes.

## Distribució geogràfica
Es troba a l'Índia.